# Gunung Pantan Petukel
Gunung Pantan Petukel är ett berg i Indonesien.   Det ligger i provinsen Aceh, i den västra delen av landet, 1 700 km nordväst om huvudstaden Jakarta. Toppen på Gunung Pantan Petukel är 2 177 meter över havet, eller 307 meter över den omgivande terrängen. Bredden vid basen är 6,3 km.
Terrängen runt Gunung Pantan Petukel är huvudsakligen kuperad, men åt nordväst är den bergig.Runt Gunung Pantan Petukel är det ganska tätbefolkat, med 52 invånare per kvadratkilometer. I omgivningarna runt Gunung Pantan Petukel växer i huvudsak städsegrön lövskog.